# Conférences Macy
Les conférences Macy, organisées à New York par la fondation Macy à l'initiative du neurologue Warren McCulloch, réunirent à intervalles réguliers, de 1942 à 1953, un groupe interdisciplinaire de mathématiciens, logiciens, anthropologues, psychologues et économistes qui s'étaient donné pour objectif d'édifier une science générale du fonctionnement de l'esprit. Elles furent notamment à l'origine du courant cybernétique, des sciences cognitives et des sciences de l'information.
Jean-Pierre Dupuy distingue deux groupes principaux parmi les participants aux conférences. D'un côté les membres du mouvement « personnalité et culture », tels Margaret Mead, Lawrence Kubie, Lawrence Frank ou Frank Fremont-Smith qui souhaitent instaurer une réciprocité entre les sciences mathématiques et physiques et les sciences psychologiques établies (la psychanalyse, la psychologie du développement ou la gestalt). De l'autre, les « cybernéticiens », tels Norbert Wiener, Warren McCulloch ou Arturo Rosenblueth qui, au contraire, mênent un combat contre les sciences psychologiques établies au nom des sciences mathématiques et physiques.

## L'événement fondateur
En mai 1942, la Fondation Macy organise à New York une conférence sur le thème de l'« inhibition cérébrale »  qui est principalement consacrée à l'étude des phénomènes hypnotiques. L'organisateur de la conférence est le neuropsychiatre et mathématicien Warren McCulloch. Parmi les participants, on trouve son ami le neurophysiologiste Arturo Rosenblueth, le directeur médical de la fondation Macy, Frank Fremont-Smith, le couple d'anthropologues Gregory Bateson et Margaret Mead, le psychologue, ex-administrateur de la Fondation Macy, Lawrence Franck et le psychanalyste Lawrence Kubie, qui a invité le psychiatre Milton Erickson à la conférence en tant que spécialiste de l'hypnose. Howard Liddell participe également à cette conférence en tant qu'expert du réflexe conditionné.
Ce qui rapproche les différents participants est leur intérêt commun pour les mécanismes de causalité circulaire qu'ils étudient dans leurs disciplines respectives. Au cours de la conférence, Arturo Rosenblueth présente les bases de l'article fondateur de la cybernétique, « Behavior, Purpose and Teleology », qu'il publie en 1943 avec Norbert Wiener et Julian Bigelow, dans lequel ils font référence à la notion de feedback pour signifier qu'« un objet est contrôlé par la marge d'erreur qui le sépare à un moment donné de l'objectif qu'il cherche à atteindre ». Warren McCulloch, qui voit les liens entre ces travaux et ceux qu'il a entrepris avec Walter Pitts, exprimés dans l'article « A Logical Calculus of Ideas Immanent in Nervous Activity », propose à Fremont-Smith de prolonger cette séance par un cycle de conférences sur le modèle des conférences que la fondation organisait à l'époque sur des thèmes médico-sociaux très variés.
Les années suivantes, les échanges s'intensifient entre le groupe de Rosenblueth et celui de McCulloch, notamment lorsque Pitts rejoint Wiener au MIT en 1943. Parallèlement, Wiener poursuit des échanges avec John von Neumann sur la question des analogies entre organismes et machines. Une rencontre est organisée en 1945 à l'Institute for Advanced Studies de Princeton à laquelle participent notamment von Neumann, Wiener, McCulloch et Pitts. Cette même année Bigelow rejoint l'équipe de von Neumann.

## Le «Premier Cycle» 1946 - 1948

### Première conférence Macy (mars 1946)
La première conférence Macy (mars 1946) se tient à l'hôtel Beekman, 575 Park Avenue à New York. Toutes les conférences Macy suivantes, à l'exception de la dernière, se déroulent dans cet hôtel. Lors de cette conférence se joignent au groupe de 1942 deux collaborateurs d'Arturo Rosenblueth (le physicien Julian Bigelow et le mathématicien Norbert Wiener), deux collaborateurs de Warren McCulloch (les neurobiologistes Walter Pitts et Ralph Waldo Gerard (en)), le mathématicien John von Neumann, le sociologue Paul Lazarsfeld, les psychologues Heinrich Klüver, Molly Harrower et Kurt Lewin, le philosophe F.S.C. Northrop (en), le mathématicien Leonard Savage, le neuro-anatomiste Gerhardt von Bonin, le neuro-biologiste Lorente de Nó et l'écologiste George Hutchinson.
Les principaux sujets abordés lors de cette conférence incluent, dans l'ordre, les ordinateurs digitaux (von Neumann), la neurophysiologie (de Nó), les mécanismes automatiques d'auto-régulation (Wiener), les comportements et mécanismes téléologiques (Rosenblueth), la capacité de calcul des réseaux neuronaux (McCulloch), les niveaux d'apprentissage (Bateson), la différence entre fonctionnement « analogique » et « digital » du cerveau (Gerard), la perception de la forme (Klüver), le développement d'un langage permettant le dialogue entre disciplines (Frank), les compulsions de répétition de comportement dans les névroses (Kubie) et la philosophie des sciences (Northrop).
À la suite d'une suggestion de Lazarsfeld, Bateson organise une « sous-conférence » à laquelle il invite les sociologues Talcott Parsons et Robert King Merton ainsi que l'anthropologue Clyde Kluckholn, pour leur permettre de dialoguer avec Norbert Wiener et John von Neumann. Cette « sous-conférence » recommande au groupe principal des conférences Macy d'éclaircir les notions de « gestalt » et de « champ ».

### 2econférence Macy (octobre 1946)
Une grande partie de la 2e conférence Macy, (octobre 1946) est consacrée à tenter d'éclaircir les notions gestaltistes mentionnées plus haut (Harrower et Lewin)..

### Conférence pour l'académie des sciences de New York (21 et 22 octobre 1946)
Teleological Mechanisms
Lawrence Franck organise cette conférence sur le thème « Mécanismes Téléologiques » dans les jours qui suivent la conférence Macy. Il y parle des travaux du groupe comme de la « création d'un nouveau cadre de référence conceptuel pour la recherche scientifique dans les sciences de la vie ». Wiener, McCulloch et Hutchinson participent également à cette conférence. Lors de cette conférence, Wiener propose de considérer l'information comme étant de l'entropie négative.

### 3econférence Macy (mars 1947)
Teological Mechanisms and Circular Causal Systems
Kurt Lewin meurt peu avant cette conférence. Le psychologue Erik Erikson intervient sur le thème de la pédopsychiatrie mais il n'est pas accepté dans le groupe.

### 4econférence Macy (octobre 1947)
Circular Causal and Feedback Mechanisms in Biological and Social Systems
Le psychologue gestaltiste Wolfgang Köhler participe à cette conférence. Pitts et McCulloch critiquent son intervention qu'ils jugent purement théorique et dépourvue de fondements empiriques. S'ensuit une longue discussion au cours de laquelle s'opposent l'orientation « analogique » de Köhler à l'approche « digitale » de Pitts et McCulloch. Hans Lukas Teuber (invité à cette conférence) et Molly Harrower s'indignent de l'accueil réservé à Köhler.

### 5econférence Macy (printemps 1948)
Circular Causal and Feedback Mechanisms in Biological and Social Systems
Cette conférence porte principalement sur la structure du langage, avec la participation du linguiste Roman Jakobson, la première participation du psycho-sociologue Alex Bavelas et la première et seule participation du généticien Max Delbrück, invité par von Neumann. Wiener y fait une présentation sur l'ordre et le chaos.

### Symposium Hixon (septembre 1948)
Cerebral Mechanisms in Behavior
Certains cybernéticiens se réunissent lors d'une conférence organisée par l'institut californien de technologie (CalTech) à Hixon. Lors de ce symposium, McCulloch déclare que du point de vue de l'analyse que l'on peut en faire, « il n'y a pas de différence entre le système nerveux et une machine informatique ». Il défend l'approche « atomiste logique ». John von Neumann y présente sa fameuse conférence « The general and logical theory of automata ».
Ils sont confrontés à la critique des neurophysiologistes Karl Lashley et Ralph Gerard, du psychologue Wolfgang Köhler et de l'embryologiste Paul Weiss. Karl Lashley estime que l'« out-put » du système cérébral est le résultat de l'interaction entre un événement perturbant et une forme globale qui intègre tout un système de neurones inter-agissant de façon spontanée. Paul Weiss présente sa conception des « totalités » (ni atomiste, ni holiste, proche des conceptions d'Adam Smith).

## Le «Deuxième cycle» 1949 - 1953

### 6econférence (mars 1949)
L'une des discussions porta sur le rôle de l’observateur, faisant un parallèle entre la relation psychiatre-patient et la relation chercheur-objet. Le psychologue John Stroud intervient sur le thème « The Psychological Moment in Perception ». Il participera à la 6e et à la 7e conférence. Heinz von Foerster (physicien « biologiste », spécialisé dans l’ingénierie électrique) est invité par McCulloch à participer comme secrétaire des conférences. Il recourt aux concepts de la mécanique quantique pour modéliser le caractère « tout ou rien » de l’influx nerveux. La capacité d’auto-organisation des êtres vivants implique un principe d’ordre à partir du bruit. Von Foerster deviendra le chef de file de la seconde cybernétique.

### 7econférence Macy (mars 1950)
Cybernetics: Circular Causal and Feedback Mechanisms in Biological and Social Systems
Les thèmes portèrent sur l’information et la rationalité. Sur la suggestion de Heinz von Foerster, le mot Cybernétique, inventé par Wiener, est inclus dans le titre de la conférence. Pitts et Stroud évoquent « l’immense perte d’information » qui se produit entre nos organes des sens et notre « computer » mental. Cette année voit la première participation du mathématicien Claude Shannon à la conférence et la dernière participation de Norbert Wiener et John von Neumann. Claude Shannon participera à la 7e, 8e et 10e conférence. Ingénieur en communication à la Bell Telephon Company, il élabore la « Théorie de l’information » qui exclut toute référence à la signification. Shannon expose les résultats d’expériences qu’il vient de conduire pour évaluer la redondance de l’anglais écrit. Il s’agit de faire deviner à un sujet un texte qu’il ne connaît pas, lettre par lettre. En 1950, il publie Programming a Computer for Playing Chess. Joseph Carl Robnett Licklider (ingénieur communication psycho-acoustique) participe à cette conférence. Il jouera un rôle important dans la création d'internet. 

### 8econférence Macy (mars 1951)
Von Foerster, dans ses notes introductives à la 8e conférence, explique que l’effort d’unification entrepris par les cybernéticiens ne se situe pas au niveau des solutions, mais à celui des problèmes. Certaines classes de problèmes, définies par une même structure logique, traversent les disciplines les plus variées. La cybernétique s’est édifiée autour de deux de ces classes : les problèmes de communication, les problèmes posés par l’étude des mécanismes qui produisent eux-mêmes leur unité (self-integrating mechanisms).
Donald MacKay , qui participait par ailleurs avec William Grey Walter et Ross Ashby au « Ratio Club » qu’animait Alan Turing, tente de répondre à la théorie de la communication de Shannon en construisant une théorie complémentaire dont l’objet serait l’information sémantique. Il exposa sa conception d’un automate doué de la capacité de faire des inférences inductives en ayant des stratégies aléatoires. Leonard Savage répliqua à MacKay que l’incorporation de hasard dans un mécanisme ne peut en rien l’aider à mimer un comportement humain, et en tout cas pas à accroître son efficacité dans la résolution de problèmes.
Bavelas présente des travaux dans la logique de la théorie de l’information et des concepts cybernétiques : faire réaliser à un nombre réduit de personnes une tâche collective qui exige la coopération de tous. Deux méthodes sont appliquées à deux groupes. Dans le premier cas, le meneur de jeu annonce le score ; dans le second cas, le meneur de jeu dit simplement : « vous n’y êtes pas, recommencez ». Les groupes auxquels était appliquée la seconde méthode convergeaient plus vite. L’information supplémentaire devrait faciliter le travail. Mais quel est l’effet d’une information supplémentaire glissée dans un réseau de 5 « individus » ? Bavelas estime que l’information donnée produit dans cette configuration une perturbation, un « effet social » qui induit les acteurs à se réajuster les uns aux autres.

### 9econférence Macy (mars 1952)
La proposition de Donald MacKay est reprise par le psychiatre W. Ross Ashby et son intervention, qui marque l'ouverture de la 2e cybernétique, crée le trouble. Il présente deux communications : 1. une première sur « l’homéostat », sur les automates en réseau ; 2. une seconde (liée à la première) autour d’un problème : un joueur d’échecs mécanique peut-il être plus fort que son concepteur ? Oui, répond Ashby, il lui suffit de jouer au hasard. Il explique que l’adaptation du vivant semble ne devoir exiger qu'un petit nombre de variables essentielles que l’organisme a la capacité de maintenir à l’intérieur de certaines limites physiologiques dans un grand nombre d’environnements. Ces « variables essentielles » n'occupent qu’un très petit nombre d'états. L’adaptation résulte de la multiplication de ces variables essentielles, dont l’action déterminée (spécifiée) s’exerce au hasard, un grand nombre de fois et produit de la stabilité pour l’ensemble. Cette approche s’appliquera plus tard à la compréhension du fonctionnement des gènes. De la même façon, il montre qu'un « automate » est une application mathématique d’un ensemble fini que l’on réitère un nombre indéfini de fois.
Henry Quastler présente ses estimations de la complexité des organismes au sens de la quantité d’informations qu’ils contiennent. Pour lui, l’adaptation ne permet pas d’expliquer la complexification des êtres vivants.
Mc Culloch observe que l’œil ne transmet au cerveau que le centième de l’information qu’il reçoit.

### 10econférence Macy (avril 1953)
La dernière conférence se tient à l'auberge Nassau de Princeton, New Jersey. Yehoshua Bar-Hillel, collaborateur et disciple de Rudolf Carnap (positivisme logique) propose une théorie de l’information complémentaire à celle que Shannon avait présentée.

## Émergence des Sciences Cognitives (1955-1956)
En 1956, le programme scientifique des sciences cognitives émerge lors d'une importante Conférence au MIT, à Cambridge. Participent à cette Conférence, entre autres, Noam Chomsky, David Hubel et Wiesel, Miller, Allen Newell & Herbert Simon.